# Gare de Lehrte (Berlin)
À ne pas confondre avec la gare de Lehrte à Lehrte en Basse-Saxe.
La gare de Lehrte (en allemand Berlin Lehrter Bahnhof) est une ancienne gare ferroviaire située à Berlin. Elle était constituée de deux gares distinctes : la gare principale de Lehrte (Lehrter Bahnhof) et la gare sur le Stadtbahn (Lehrter Stadtbahnhof). La première a été détruite pendant la Seconde Guerre mondiale. La seconde a été détruite au début du XXIe siècle pour faire place à la gare centrale de Berlin.

## Lehrter Bahnhof(1871 - 1959)
De 1868 à 1871, une ligne ferroviaire longue de 239 km entre Lehrte, près de Hanovre, et Berlin est construite. Le terminal ferroviaire est inauguré en 1871 sous le nom de Lehrter Bahnhof. La gare est érigée en cul-de-sac sur le quai Friedrich-Carl (Friedrich-Carl-Ufer, aujourd'hui Kapelle-Ufer) qui borde la Spree. La gare longe le quai du Humboldthafen, port du canal de Berlin à Spandau. Elle est établie à côté de la gare de Hambourg (Hamburger Bahnhof). La gare est dessinée par les architectes Alfred Lent, Bertold Scholz et Gottlieb Henri Lapierre dans le style néo-Renaissance. La grande halle est longue de 188 m et large de 38 m.
Après l'ouverture en 1882 du Stadtbahn (cf. Lehrter Stadtbahnhof), la gare de Lehrte gagne en importance. Le 15 octobre 1884, la gare de Hambourg ferme et son trafic, à destination de Hambourg, du Nord-Ouest de l'Allemagne et de la Scandinavie, est transféré dans la gare de Lehrte. En 1886, la ligne de Berlin à Lehrte (y compris la gare de Lehrte) est nationalisée et rentre dans le giron des Chemins de fer d'État de la Prusse (Preußische Staatseisenbahnen).
Gravement endommagée à la fin de la Seconde Guerre mondiale, la gare est réparée provisoirement et utilisée jusqu'en 1951, avant d'être totalement démolie en 1959.

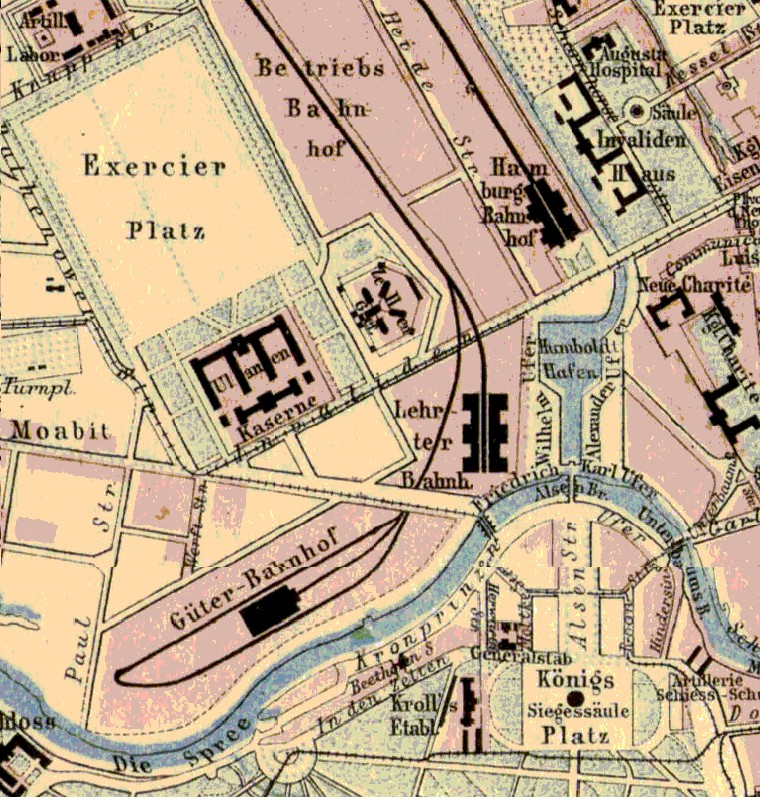
Plan de la gare de Lehrte et de Hambourg en 1875.
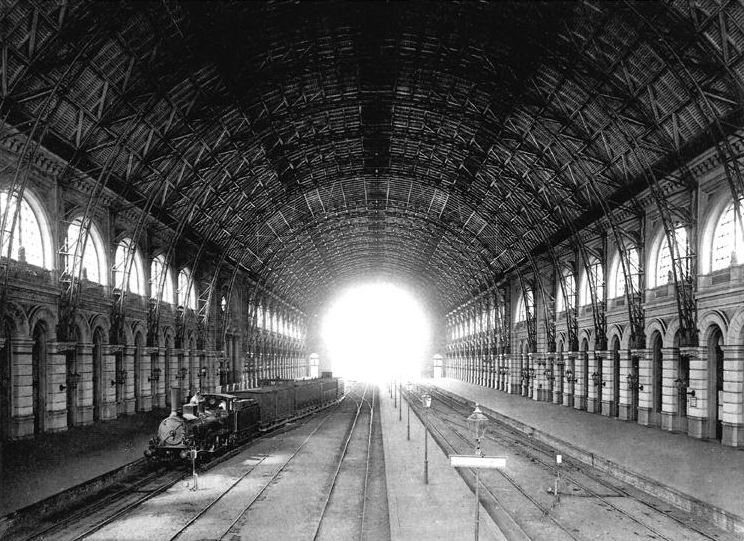
La Lehrter Bahnhof en 1879.
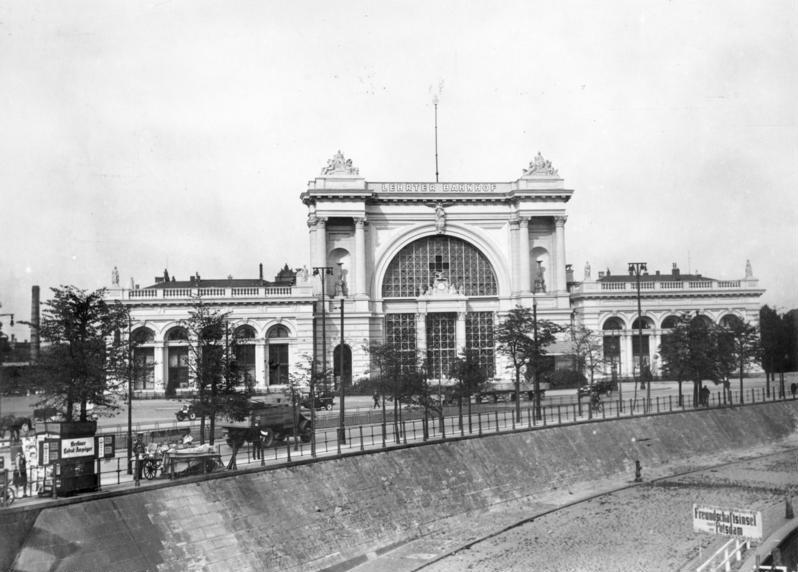
La Lehrter Bahnhof en 1929.

## Lehrter Stadtbahnhof(1882 - 2002)
Le 15 mai 1882, est ouverte le Stadtbahn qui relie les différentes gares de Berlin. La Lehrter Stadtbahnhof (≈ « gare municipale de Lehrte ») est construite immédiatement au nord de la gare de Lehrte, à la perpendiculaire de celle-ci, sur un viaduc.
En 1930, avec l'électrification du réseau ferroviaire, la S-Bahn voit le jour et la Lehrter Stadtbahnhof devient une gare du réseau urbain.
Après la Seconde Guerre mondiale, la Lehrter Stadtbahnhof perd en importance : les correspondances avec la Lehrter Bahnhof ne sont plus possibles et c'est la dernière gare du réseau de la Stadtbahn à Berlin-Ouest, la suivante (Berlin Friedrichstraße), se trouvant déjà à Berlin-Est.
En 1987, la Lehrter Stadtbahnhof, qui, entre-temps, est placée sous la protection du patrimoine culturel, est restaurée à l'occasion des 750 ans de Berlin pour la somme de 10 millions de marks.
En 2002, celle-ci est quand même démolie, pour faire place à la nouvelle gare centrale.

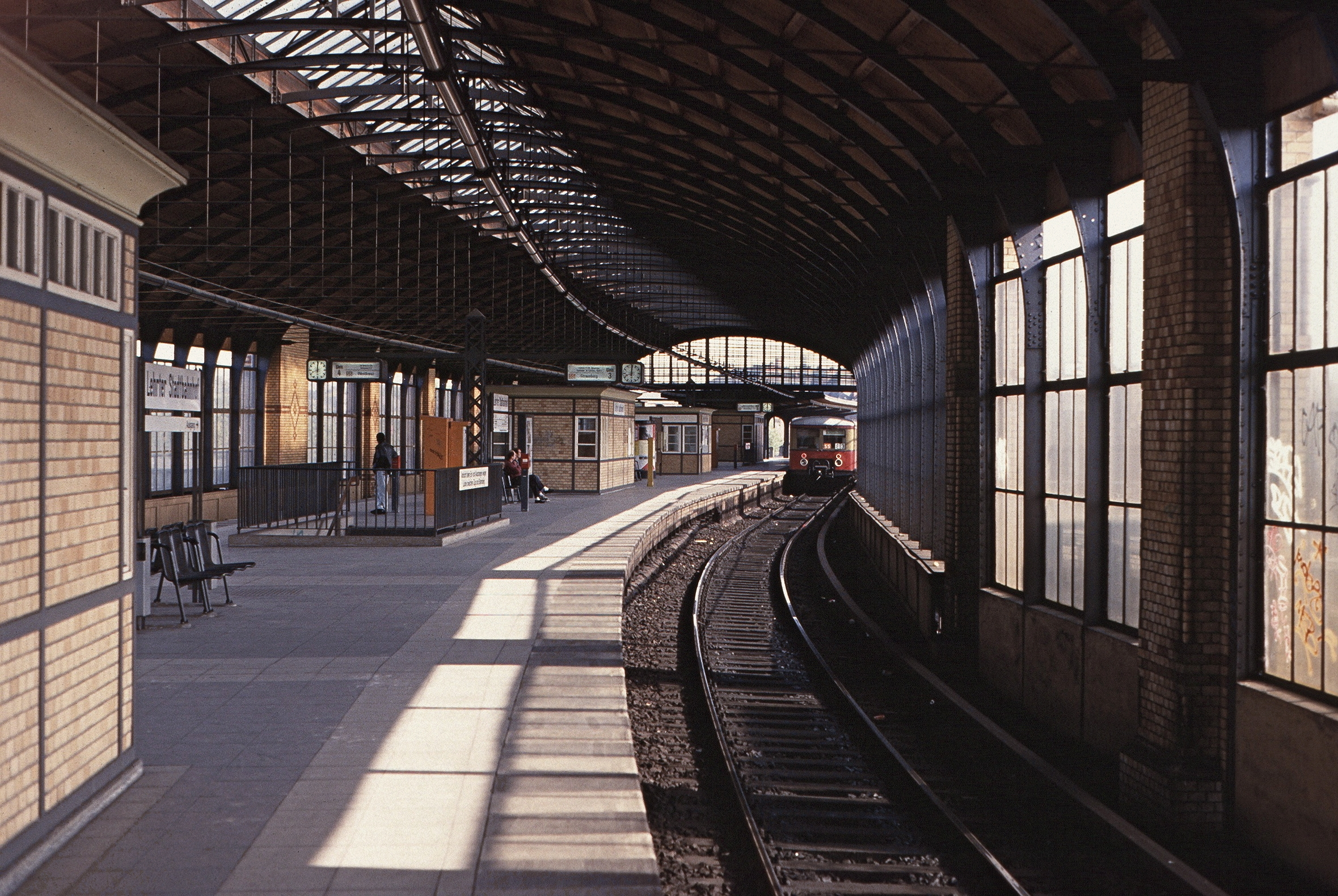
Intérieur de la gare en 1992.
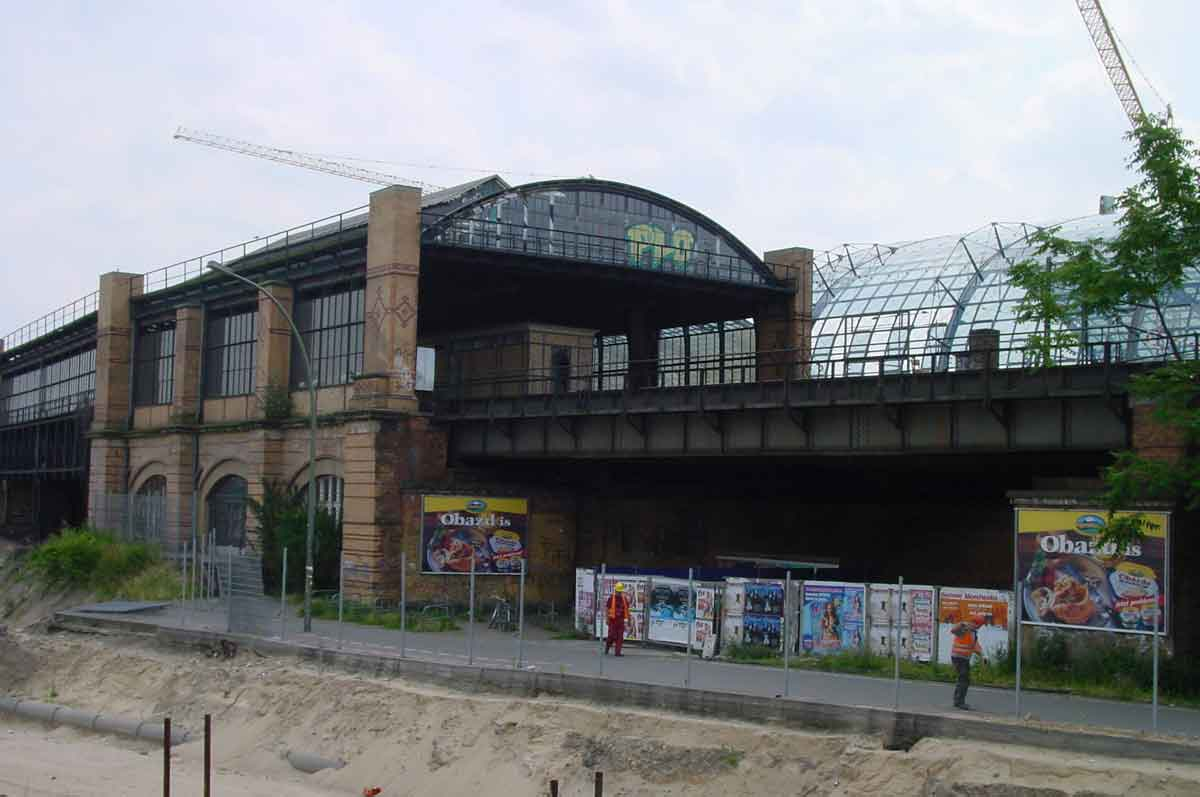
La Lehrter Stadtbahnhof en 2002, peu de temps avant sa destruction.